# Gamma Arae
Gamma Arae (γ Ara) – gwiazda w gwiazdozbiorze Ołtarza, znajdująca się w odległości około 1113 lat świetlnych od Słońca.

## Charakterystyka
Jest to błękitny nadolbrzym należący do typu widmowego B1. Ma temperaturę 20 400 K i jasność 32 600 razy większą niż jasność Słońca. Jego promień jest 14,5 raza większy niż promień Słońca. Istnieją rozbieżne oceny masy tej gwiazdy: od około 12 mas Słońca poprzez 19, aż do 25 mas Słońca. Przyjmując najmniejszą wartość masy, można ocenić, że gwiazda istnieje nie więcej niż około 16 milionów lat. Zakończyła już syntezę wodoru w hel w jądrze i zmienia się w czerwonego nadolbrzyma, by ostatecznie wybuchnąć jako supernowa. Na obecnym etapie traci masę poprzez silny wiatr gwiazdowy o dwóch składowych wiejących z prędkościami 750 km/s i 1500 km/s. Co nietypowe dla powiększających się nadolbrzymów, obraca się ona szybko wokół osi, z prędkością co najmniej 280 km/s. Będąc gwiazdą ciągu głównego (typu widmowego B0) musiała obracać się jeszcze szybciej.
Gwiazda ma towarzysza, Gamma Arae B o obserwowanej wielkości gwiazdowej 10,21m, oddalonego o 18,4 sekundy kątowej (pomiar z 2016 roku). Jest ona najprawdopodobniej związana grawitacyjnie z nadolbrzymem. Jest to gwiazda typu widmowego A7, odległa o co najmniej 6200 au od głównego składnika, który okrąża w czasie co najmniej 135 tysięcy lat. Ponadto Gamma Arae ma dwóch optycznych kompanów, składnik C o wielkości 12,16m, odległy o 41,2″ (w 2016 roku), i składnik D o wielkości 12,00m, położony 47,2″ od nadolbrzyma (w 2008 roku).